# あかん遊久の里 鶴雅
あかん遊久の里 鶴雅（あかんゆくのさと つるが）は、北海道釧路市の阿寒湖温泉にある旅館。この項目では、隣接するあかん湖 鶴雅ウィングス（あかんこ つるがウィングス）についても記載している。

## 概要
鶴雅ホールディングス所在地。阿寒摩周国立公園にあり、阿寒湖に面した立地になっている。
「阿寒グランドホテル」として創業し、阿寒湖温泉での宿泊施設高さ制限が20mから30mに緩和された事を機に当時の年間売上22億円を大幅に超える総工費36億円をかけて別館を1994年（平成6年）に建設、個人客向けの高級路線へと転換しブランドイメージを向上させた。
度重なる施設の増改築・改修やサービス向上などが功を奏し、2002年（平成14年）にジェイティービー（JTB）による『サービス優秀旅館ホテル』最優秀賞を獲得し、2004年（平成16年）に日経MJによる『経営者が参考にしたい旅館』全国2位、観光新聞社主催の『旅のプロが選ぶ人気温泉旅館ホテル250選』総合1位になっているほか、BIGLOBE主催の『みんなで選ぶ温泉大賞』では上位に番付されるなど、高い評価を受けている。

## 施設
あかん遊久の里 鶴雅とあかん湖 鶴雅ウイングスはギャラリーロード（ウイングスブリッジ「テックプ」）で結ばれており、各館のラウンジやギャラリー、大浴場・売店・トリートメントサロンなどを利用することができる。

### あかん遊久の里 鶴雅
客室
- レラの館
  - 和洋室（約35.78m²）
  - 和室（約37.47m²）
  - 洋室（約32.43m²）
- 本館
  - DX和洋室（34.23m²）
  - 和洋室（ツイン＋4.5畳・ツイン＋8畳）
  - 和室（10畳）
  - 和洋室バリアフリー客室（約49.05m²）
  - デザイナーズツイン
  - 民芸調ツイン
  - 和洋シングル
  - 民芸調和ベッド
- 栞の館
  - 和室（約35.78m²）
  - 湖側グループ客室（約60.67m²）
  - 山側グループ客室（約60.67m²）
- 別館
  - 和洋室（ツイン＋10畳）
  - 露天風呂付和室12畳（約62.27m²）
  - 露天風呂付和室2名様用（約36.43m²）
  - 温泉付展望特別室（約59.86m²）
  - 展望風呂付和洋特別室（約97.81m²）
  - 和洋特別室（約96.76m²）
  - 湖側グループ特別室（約96.76m²）
  - 貴賓室 千寿（約97.81m²）
  - 新貴賓室 丹頂亭 秋霜（1F 約56.68m²、2F 約63.56m²）

温泉・エステ
- 鶴雅大阿寒温泉 豊雅殿
  - 1F 庭園露天風呂、地下 大浴場
- 天の原、天女の湯
  - 8F 展望大浴場 天の原、屋上 空中露天風呂 天女の湯
- 8F 家族風呂 花橘の湯
- 9F トリートメントエステ ピリカ

食事処・宴会場・ナイトスペース
- メインダイニング「天河」
- 料亭「北璃宮」、奥座敷「湖都」
- 炉端ダイニング「ケラアン」
- ラーメン亭「十五夜」
- 宴会場
  - 大宴会場「大地の詩」（最大収容人数150人）
  - 大広間「ウタサ・ミナ」 （最大収容人数90人）
  - 中広間「桂乃」（最大収容人数44人）「金彩」（最大収容人数32人）
  - 演出厨房付中広間「さくら野」（最大収容人数32人）
- クラブ「ふくろうの城」
- プライベートルーム「玄」「月」

その他
- フロント・ロビー
- お休み処
- 旅のご案内処
- くつろぎのトイレ
- ふくろう神社
- おみやげ処「百花苑」
- 小粋な小物雑貨「夢うさぎ」
- 木房「アルブル」
- ブティック「バレンザ・ポー」
- ギャラリー「ニタイ」（彫刻家瀧口政満の作品を展示）
- 別館宿泊専用ラウンジ七竃
- ゲームコーナー「うでくらべ」
- ペットハウス
- パーティースタジオ「鼓」「横笛」「胡弓」
- 会議室「響」
- 中庭庭園 野口雨情 歌碑

### あかん湖 鶴雅ウィングス
客室
- 湖側和ツイン（和室10畳＋1.5畳、和室12畳＋1.5畳）
- 湖側和室（10畳、12畳）
- 山側和ツイン（和室10畳＋1.5畳、和室12畳＋1.5畳）
- 山側和室（10畳、12畳）

温泉・エステ
- 大浴場
  - 2F 女性大浴場 マッネシリ
  - 3F 男性大浴場 ピンネシリ
- 女性専用トリートメントサロン「フレプ」
- 湯上がりラウンジ「コロポックル」
- ヒーリングデッキ「ニペキ」
- 岩盤スパ「スマ」

食事処
- 北海道ビュッフェ HAPO
  - ウッドデッキ

宴会場
- 大広間「ポロサケ」
- 小広間「ケニ」

その他
- ロビーギャラリー「イアンカラプテ」（彫刻家藤戸竹喜の作品）
- アイヌギャラリー「コタン」
- ゲストラウンジ「アペソ」
  - 書籍コーナー、ワインセラー、VIPルーム
- アウトドアショップ「ペカンペ」
- ピローショップ「ウサ」
- スモークルーム「タンパク」
- PCコーナー
- コインランドリー
- 庭園遊歩道（『釧路市景観賞』受賞[9]）

## 参考資料
- “あかん遊久の里 鶴雅 パンフレット” (PDF). 2016年2月17日閲覧。
- “あかん湖 鶴雅ウィングス パンフレット” (PDF). 2016年2月17日閲覧。